# The Paranoiacs
The Paranoiacs was een garagerockband uit België die bestond van 1985 en 2010 en die weleens de Vlaamse Ramones werden genoemd. De bezetting is een aantal keer veranderd, de enige constante waren de broers Hans en Raf 'Rafke' Stevens.

## Geschiedenis
Hans Stevens begon te zingen in een lokaal groepje dat zijn vorige zanger aan deur had gezet omdat hij op hen had geschoten. Uit de restanten van dat groepje zijn uiteindelijk The Paranoiacs ontstaan. Toen werd ook Raf Stevens erbij gehaald als toetsenist. 
De band verwierf vooral live een stevige reputatie, waarbij "Rafke van de Paranoiacs" een begrip werd, dat onder andere vaak aan bod kwam in Het Leugenpaleis. Stevens viel op door zijn hevige podiumgedrag achter zijn op een strijkplank steunende toetsenbord.
Na een split in het midden van de jaren 90 kwam de band terug in 1999 met Axl Peleman op bass en het in eigen beheer opgenomen album Thirteen (uitgegeven op het zelf opgerichte platenlabel Fuck You records). De single Back from Nowhere werd opgepikt door Studio Brussel en de band kreeg terug een echt platencontract, waarna het album Back from Nowhere verscheen met de nummers van Thirteen + een zestal nieuwe nummers.
In 2008 maakte de groep een opgemerkte passage in de Belgische preselecties van het Eurovisiesongfestival waar ze tot de finale doorstootten. In 2010 kondigde de band het afscheid aan.

## Discografie

### Albums
- We're the Teenage Lovers (Mini-album, 1987)
- Sometimes Teenage is Spelt T.N.T. (1988)
- Bananas (1989)
- Thirteen (1992)
- Back from Nowhere (1999)
- 7 Day Weekend (1999)
- Love Junks (2010)

### Singles
- I've Been Waiting (1989)
- I Wanna be Loved (1989)
- Wendy James (1989)
- Maartse Buien & Aprilse Grillen (1991)
- Come and Get It (1992)
- Private Meltdown (1992)
- Back from Nowhere (1999)
- Dog Day Afternoon (1999)
- 2009 (1999)